# Cephalantheropsis
Genre
Classification phylogénétique
Cephalantheropsis est un genre de la famille des Orchidaceae.

## Étymologie
Le nom du genre signifie « similaire à Cephalanthera ».

## Répartition
Asie du Sud-Est, Hymalaya, Malaisie, Japon.

## Liste partielle d'espèces
- Cephalantheropsis calanthoides
- Cephalantheropsis laciniata
- Cephalantheropsis longipes
- Cephalantheropsis obcordata